# Pallesthésie
Ne doit pas être confondu avec Paresthésie.

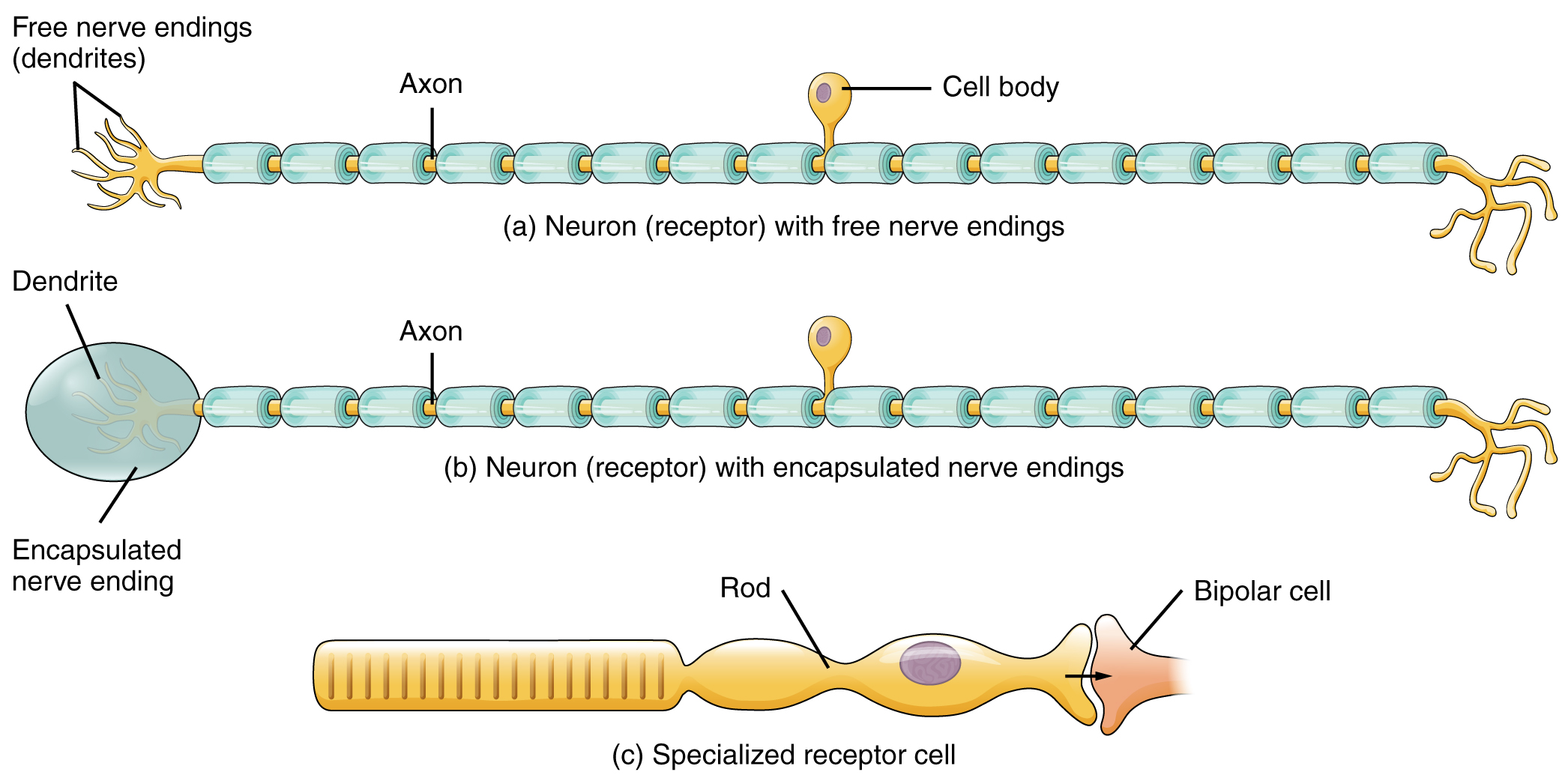
Le deuxième neurone de la figure représente une terminaison nerveuse encapsulée (corpuscules de Meissner).

La pallesthésie, ou la sensibilité vibratoire, est la capacité de percevoir les vibrations,,. Cette sensibilité, souvent transmise à travers la peau et les os, est généralement générée par des mécanorécepteurs tels que les corpuscules de Pacini, les corpuscules de Merkel et les corpuscules de Meissner. Tous ces récepteurs stimulent un potentiel d'action dans les nerfs afférents (neurones sensoriels) présents dans les différentes couches de la peau et du corps. Le neurone afférent se dirige vers la colonne vertébrale, puis vers le cerveau où l'information est traitée. Les atteintes du système nerveux périphérique ou du système nerveux central peuvent entraîner une diminution ou une perte de la pallesthésie.
Une sensation de vibration diminuée est appelée une hypopallesthésie. Pour déterminer si un patient a une pallesthésie diminuée ou absente, des tests peuvent être effectués à l'aide d'un diapason à 128 Hz en le plaçant sur la peau recouvrant un os. Cela fonctionne parce que les os sont de bons résonateurs de vibrations.